# 1192 км (Самарська область)
1192 км (рос. 1192 км) — залізнична будка в Богатівському районі Самарської області Російської Федерації.
Населення становить 22 особи. Входить до складу муніципального утворення сільське поселення Богате.

## Історія
Від 2005 року входило до складу муніципального утворення сільське поселення Богате.

## Населення
1. Н/Д[2]